# 무스타파 알카드히미

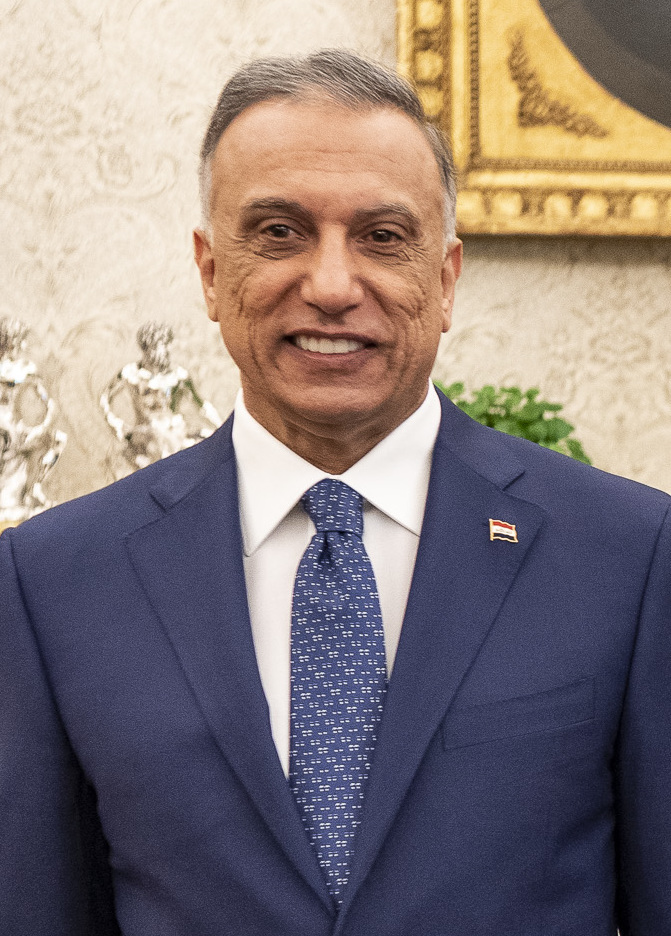
무스타파 알카드히미

무스타파 압둘 라티프 미샤타트 (Mustafa Abdul Latif Mishatat, 1967년 ~)는 무스타파 알카드히미(Mustafa al-Kadhimi, 대안 표기 Mustafa al-Kadhimy)로 알려져 있는 영국계 이라크인 정치인, 변호사, 관료, 전직 영국 정보 장교로, 2020년부터 2022년까지 이라크 총리로 재직했다.  알카드히미는 총리가 되기 이전에 여러 뉴스 매체의 칼럼니스트, 이라크 국가정보원장으로 재직한 바 있다.

## 생애
알카드히미는 1967년, 이라크 수도 바그다드에서 태어났다. 알카드히미는 알투라트 대학교에서 법학을 전공했으며, 이라크 국가정보원 (INIS)을 보다 효율적이고 국제 표준에 맞게 개혁하는 일을 담당했다. 알카드히미는 정보 활동의 정치화를 끝내고 정보 수집과 분석에 대한 고급 방법을 구현하고, 국가정보원의 업무 범위를 확장하려는 차원에서 우선 순위 설정을 감독했다. 알카드히미의 지휘하에 이라크 국가정보원은 특히 대테러 분야에서 대내외로 영역을 확장하여 다에시라고도 알려진 이라크 레반트 이슬람 국가를 상대로 한 전투에서 중요한 역할을 수행했다. 재임 기간 동안 알카드히미는 이라크 레반트 이슬람 국가에 반대하는 미국 주도 연합 내에서 움직이는 수 많은 국가, 정보기관과 연결고리를 구축했다.
알카드히미는 사담 후세인 정권에 강력하게 반대했던 인물이었다. 그는 1985년, 이라크를 탈출하여 이란, 독일로 건너갔고, 영국에 정착한 후 몇 년 동안 망명 생활을 하다가 결국 영국 시민이 되었다.
2003년에 미국 주도로 이라크 침공이 일어난 이후, 알카드히미는 이라크로 돌아와 이라크 미디어 네트워크를 공동 설립했다.
알카드히미는 칼럼니스트이자 이라크판 알모니토르의 편집자였으며, 다양한 매체에서 기고 활동을 했다. 또한 많은 책을 출판하고  연구를 발표했다. 알카드히미는 또한 3년 동안 이라크 뉴스위크 잡지의 수석 편집자로 일했다.

## 이라크 총리

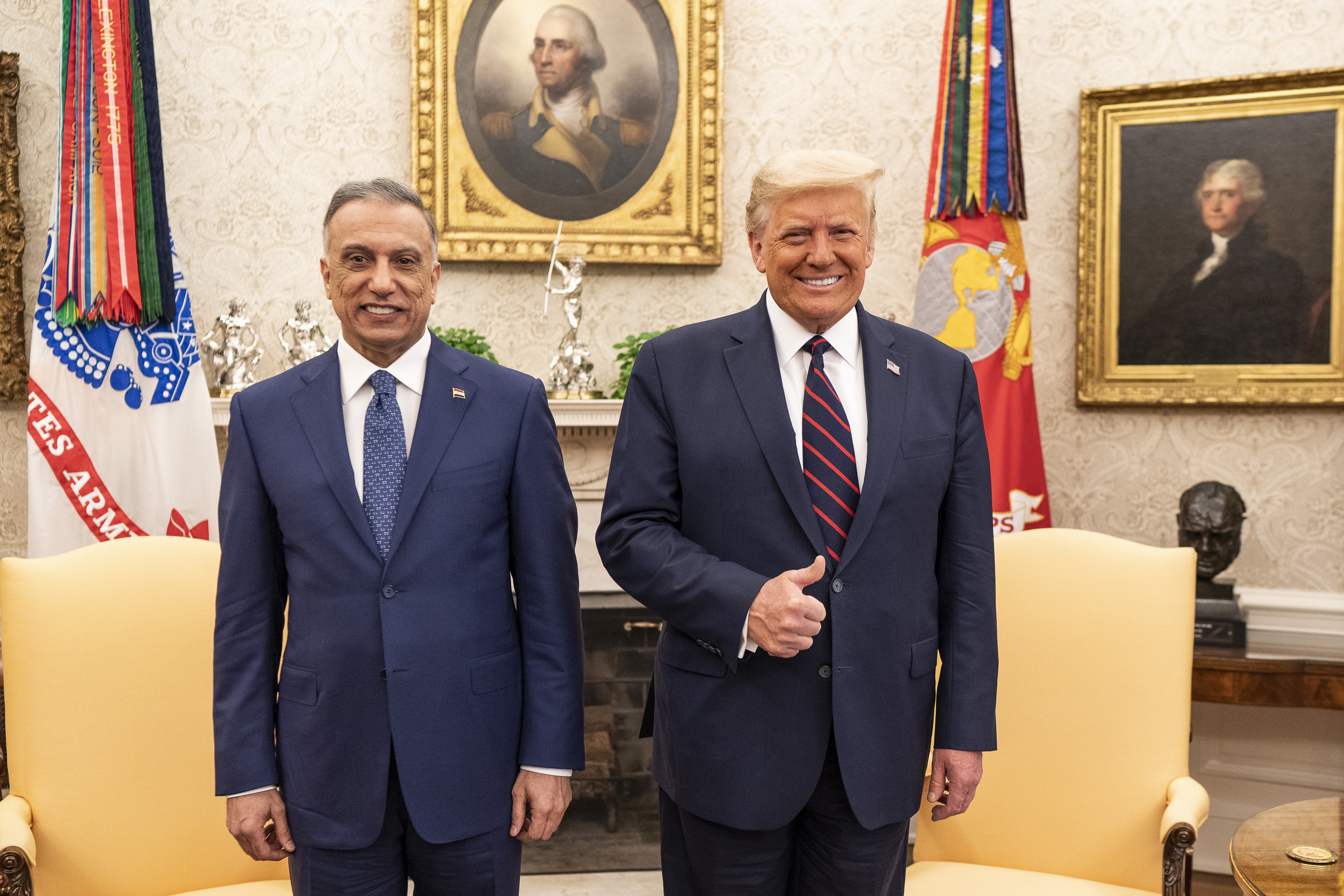
2020년, 도널드 트럼프 미국 대통령과 알 카디미

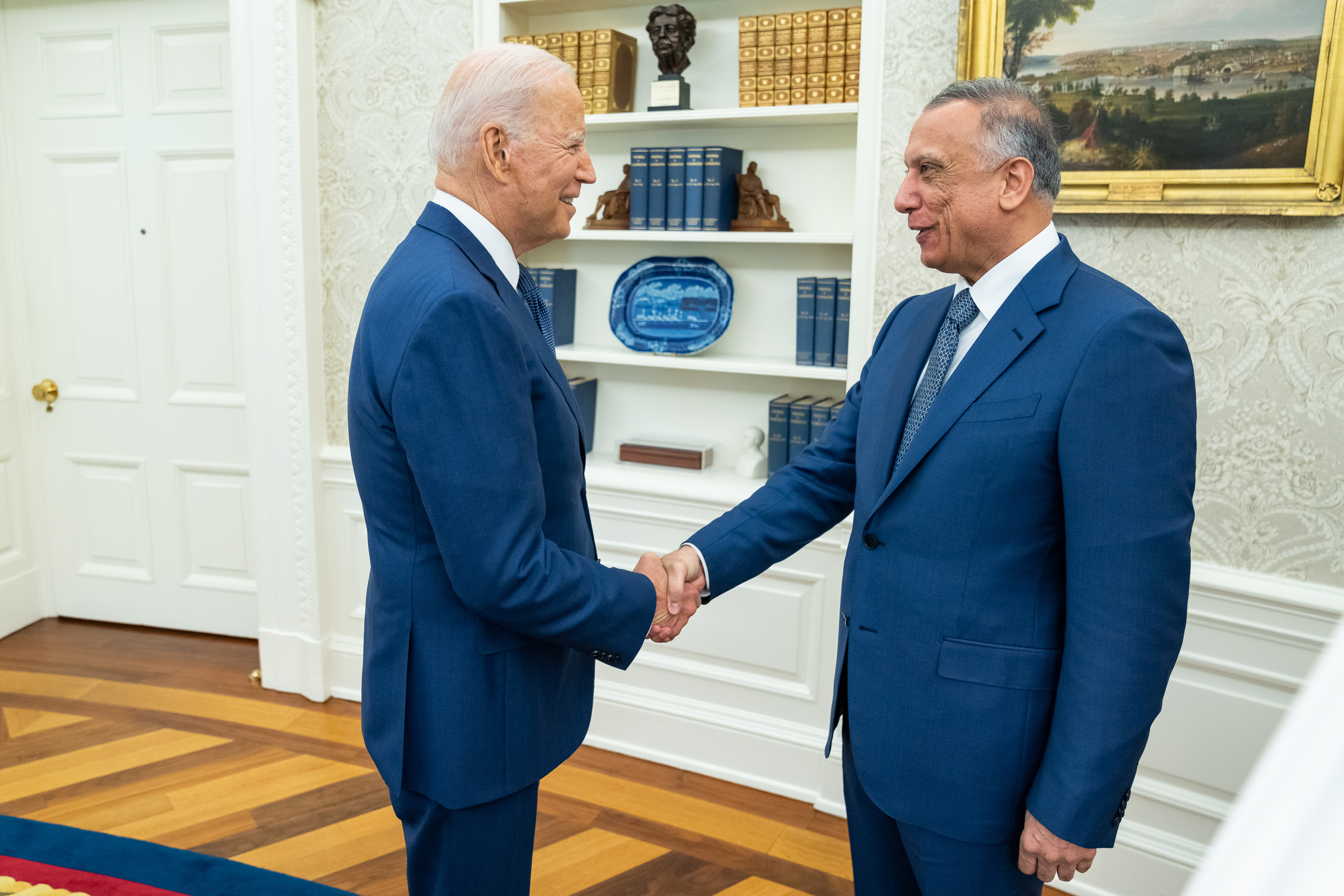
2021년, 조 바이든 미국 대통령과 알-카디미

2019년 10월, 이라크 전역에서 수개월간 시위가 이어지는 상황에서 아딜 압둘마흐디 총리와 마흐디 내각이 사임한 후 무스타파 알카드히미는 경쟁력 있는 총리 후보로 떠올랐다.
알카드히미와 하이데르 알압바디는 2017년에 리야드에 다녀왔다. 알카드히미는 친구 무함마드 빈 살만 알사우드와 긴 포옹을 하는 모습을 보이며 헤드라인을 장식했다.
2020년 4월 9일, 바르함 살리흐 이라크 대통령은 알카드히미를 총리 지명자로 지명했다. 알카드히미는 몇 달 간에 걸친 시위 끝에 무너진 정부를 대신하려고 고군분투했으며, 단 10주 만에 나라를 이끌 세 번째 사람으로 선임되었다.  이전 총리 지명자 아드난 알주르피는 총리가 되는 데 충분한 지지를 확보하지 못하고 새로운 정부 구성에 참여하지 않았다. 거의 6개월에 걸친 정치적 협상 끝에 이라크 의회는 2020년 5월 6일, 알카드히미를 이라크 총리로 확정지었다. 알카드히미 총리는 취임 전 자신의 정부가 위기에 처한 정부가 아니며, 이라크에 있는 많은 문제를 해소할 수 있는 해결책을 찾는 정부가 될 것이라고 말했다. 또한 조기 선거를 약속하고, 이라크가 다른 나라들의 전쟁터로 사용되지 않을 것이라고 맹세했다. 알카드히미는 대규모 시위, 유가 하락, 코로나19 범유행과 같은 여러 격변이 이라크에 벌어진 직후 총리에 취임했다.
집권 후 알카드히미는 수년간 이어진 낭비와 유가 하락으로 국고가 거의 비어 있다고 말하면서 심각한 금융 위기를 뚫고 이라크를 인도하겠다고 약속했다. 알카드히미 내각은 공공 지출을 줄이고 수백만 이라크인에게 지급되는 급여를 감사하겠다고 약속했지만, 대중의 비판을 받으면서 이 계획을 철회했다. 2020년 8월, 이라크 국방부에서 이라크 실업자 수백명을 고용했지만, 이 조치는 다른 공공 부문 사무실 밖에서 일자리를 요구하면서 연좌농성을 벌이고 있는 이라크 대중의 분노를 가라앉히기에는 충분하지 않았다. 알카드히미는 정부 내에서 동맹이 거의 없으며, 의회는 시위대 요구를 언급하기 꺼리는 친이란 의원들이 크게 장악하고 있다. 알카드히미는 또한 2019년 10월 이후 거의 600명에 달하는 시위대, 활동가의 죽음에 책임이 있는 것으로 의심되는 보안군을 재판에 회부하겠다는 약속을 이행하고자 고군분투했다. 또한 알카드히미는 지난 1년 동안 증가해 온 언론인과 정치 활동가를 표적으로 한 최근 살인 사건을 조사하겠다고 약속했지만, 아직 아무도 재판에 회부되지 않았다.
2021년 7월, 알카드히미와 조 바이든 미국 대통령은 2021년 말까지 이라크에서 미군의 전투 임무를 종료하기로 합의했다. 알카드히미가 미국을 방문한 후, 이라크는 이전에 성경 박물관이 소장하고 있던 17,000점에 이르는 약탈품을 되찾았다.

## 솔레이마니와 알무한디스의 죽음과 관련한 혐의
이란과 동맹인 파타 동맹은 이라크 총리에 알카드히미가 임명되는 것을 반대했다. 2020년 4월, 이란과 밀접한 관련이 있으며, 민중동원군과 연계된 이라크 민병대인 카타이브 헤즈볼라는 알카드히미가 지도자 아부 마흐디 알무한디스, 이란 장군 가셈 솔레이마니의 죽음에 책임이 있다고 비난하며, 미국과 협력한 혐의를 받고 있다는 성명을 발표했다. 그동안 알카드히미는 대테러국 (CTS)에 바그다드 그린존을 표적으로 벌어진 로켓 공격을 조사하라고 지시하고,  불복종하는 준군사조직에 맞서겠다고 약속했다.

## 암살 시도
2021년 11월 7일 이른 시간, 알카드히미는 폭발 드론을 이용한 암살 시도에서 살아 남았다. 드론 두 대는 이라크 군대에게 격추되었는데, 마지막 한 대는 바그다드의 크게 강화된 그린존에 있는 알카드히미의 거주지를 표적으로 삼았다.
11월 8일, 이름을 밝히지 않은 지역 관리 두 명과 일부 민병대 소식통은 로이터 통신에 카타이브 헤즈볼라 또는 아사이브 알 알하크 같은 이란이 지원하는 민병대가 공격의 배후에 있다고 주장했다. 가해자는 이란에서 만들어졌다.
11월 8일, 익명의 지역 관리 두 명과 일부 민병대 소식통은 로이터 통신에 카타이브 헤즈볼라(Kata'ib Hezbollah) 또는 아사이브 알 알하크(Asaib Ahl al-Haq)와 같은 이란이 지원하는 민병대가 공격에 사용한 무기가 이란에서 만들어졌다고 주장했다.
전문가들에 따르면, 암살 시도는 2021년 이라크 총선에서 친이란 정당이 의석을 상실한 것에 대응하려는 차원에서 벌어졌다.